# スティーヴン・ミリオン
スティーヴン・ミリオン（Stephen Mirrione, 1969年2月17日）は、アメリカ合衆国の編集技師である。『トラフィック』（2000年）でアカデミー編集賞を受賞した。

## 生い立ち
カリフォルニア州サンタクララ郡で生まれる。ベラミン大学進学予備校を経てカリフォルニア大学サンタクルーズ校に通い、1991年に学士号を得た。

## キャリア
ロサンゼルスに移り、南カリフォニア大学映画芸術学部の院生だったダグ・リーマンと共に活動を始めた。ミリオンはリーマンの映画『キル・ミー・テンダー』（1994年）、『スウィンガーズ』（1996年）、『go』（1999年）を編集した。
他にスティーヴン・ソダーバーグ監督作品にも頻繁に参加する。2人はソダーバーグが『go』のオープニングに出席したときに出会い、1年後に『トラフィック』（2000年）の編集を頼まれ、それによってミリオンはアカデミー編集賞を受賞した。ソダーバーグ作品では他に『オーシャンズ11』（2001年）、『オーシャンズ12』（2004年）、『オーシャンズ13』（2007年）、『インフォーマント!』を編集している。
2006年にアレハンドロ・ゴンサレス・イニャリトゥ監督の『バベル』を編集し、再びアカデミー編集賞にノミネートされた。
アメリカ映画編集者協会の会員である。

## 作品
- キル・ミー・テンダー Getting In (1994)
- スウィンガーズ Swingers (1996)
- Clockwatchers (1997)
- go Go (1999)
- トラフィック Traffic (2000)
- Thirteen Conversations About One Thing (2001)
- オーシャンズ11 Ocean's Eleven (2001)
- コンフェッション Confessions of a Dangerous Mind (2002)
- 21グラム 21 Grams (2003)
- クリミナル Criminal (2004)
- オーシャンズ12 Ocean's Twelve (2004)
- グッドナイト&グッドラック Good Night, and Good Luck (2005)
- バベル Babel (2006)
- オーシャンズ13 Ocean's Thirteen (2007)
- かけひきは、恋のはじまり Leatherheads (2008)
- インフォーマント! The Informant! (2009)
- BIUTIFUL ビューティフル Biutiful (2010)
- コンテイジョン Contagion (2011)
- スーパー・チューズデー 〜正義を売った日〜 The Ides of March (2011)
- ハンガー・ゲーム The Hunger Games (2012)
- ミケランジェロ・プロジェクト The Monuments Men (2014)
- バードマン あるいは（無知がもたらす予期せぬ奇跡） Birdman or (The Unexpected Virtue of Ignorance) (2014)
- レヴェナント: 蘇えりし者 The Revenant (2015)
- サバービコン 仮面を被った街 Suburbicon (2017)
- ミッドナイト・スカイ The Midnight Sky (2020)

## 受賞・ノミネート
| 賞                           | 年     | 部門                          | 作品名                                 | 結果       | 備考                                                                          |
| ---------------------------- | ------ | ----------------------------- | -------------------------------------- | ---------- | ----------------------------------------------------------------------------- |
| アカデミー賞                 | 2000年 | 編集賞                        | トラフィック                           | 受賞       |                                                                               |
| アカデミー賞                 | 2006年 | 編集賞                        | バベル                                 | ノミネート | ダグラス・クライズと共同                                                      |
| アカデミー賞                 | 2015年 | 編集賞                        | レヴェナント：蘇えりし者               | ノミネート |                                                                               |
| アメリカ映画編集者協会賞     | 2000年 | 長編映画編集賞 （ドラマ部門） | トラフィック                           | ノミネート |                                                                               |
| アメリカ映画編集者協会賞     | 2005年 | 長編映画編集賞 （ドラマ部門） | グッドナイト&グッドラック              | ノミネート |                                                                               |
| アメリカ映画編集者協会賞     | 2006年 | 長編映画編集賞 （ドラマ部門） | バベル                                 | 受賞       | ダグラス・クライズと共同 セルマ・スクーンメイカー（『ディパーテッド』）とタイ |
| 英国アカデミー賞             | 2000年 | 編集賞                        | トラフィック                           | ノミネート |                                                                               |
| 英国アカデミー賞             | 2003年 | 編集賞                        | 21グラム                               | ノミネート |                                                                               |
| 英国アカデミー賞             | 2005年 | 編集賞                        | グッドナイト&グッドラック              | ノミネート |                                                                               |
| 英国アカデミー賞             | 2006年 | 編集賞                        | バベル                                 | ノミネート | ダグラス・クライズと共同                                                      |
| カンヌ国際映画祭             | 2006年 | 技術貢献賞                    | バベル                                 | 受賞       | 編集に対して                                                                  |
| サンディエゴ映画批評家協会賞 | 2002年 | 編集賞                        | Thirteen Conversations About One Thing | 受賞       |                                                                               |
| ゴヤ賞                       | 2010年 | 編集賞                        | BIUTIFUL ビューティフル                | ノミネート |                                                                               |